# David Rodríguez i González
David Rodríguez i González (Oliana, Alt Urgell, 8 de setembre de 1967), polític català, és diputat al Parlament de Catalunya en la XI Legislatura. Fou alcalde de Solsona, fins a la seva renúncia el setembre de 2021.

## Biografia
Casat i pare de dos fills, és tècnic superior en Administració de sistemes informàtics. Fins al seu accés a l'alcaldia de Solsona, va ser responsable de magatzem de matrius.
És militant d'Esquerra Republicana de Catalunya (ERC) des de 2002. Va ser el secretari d'organització del partit al Solsonès i actualment n'és el president des de 2015.
A les eleccions municipals a Solsona de l'any 2003 va ocupar el cinquè lloc de la candidatura d'ERC. El 2007 va ser escollit regidor de l'Ajuntament i va entrar a l'equip de govern ocupant les àrees de Salut, Acció Social i Comunicació. També va ser conseller al Consell Comarcal del Solsonès de 2007 a 2010. El gener de 2010 va accedir a l'alcaldia de Solsona arran de la defunció de l'alcalde Xavier Jounou, amic seu i company de partit.
L'any 2011 va encapçalar la llista d'ERC a les eleccions municipals a Solsona i va ser reelegit alcalde, després de la majoria absoluta que la candidatura va obtenir al consistori solsoní. Aquell mateix any, juntament amb els alcaldes de Montblanc i La Bisbal d'Empordà van impulsar un manifest perquè ERC a nivell nacional, a hores baixes en aquell moment, apostés per una nova direcció on es plasmés més el poder territorial i amb menys personalismes.
L'estiu de 2014 va ser imputat per un Jutjat de Sabadell, juntament amb altres alcaldes integrants de la Federació de Municipis de Catalunya, pel suposat cobrament de dietes irregulars a través d'un sistema camuflat de sobresous. La causa judicial va ser arxivada per l'Audiència Provincial de Barcelona al març de 2015.
Va tornar a ser escollit alcalde de Solsona al juny de 2015, després d'encapçalar la candidatura d'ERC a les eleccions municipals. A les Eleccions al Parlament de Catalunya de 2015 es va presentar com a membre d'ERC amb la coalició independentista Junts pel Sí al número 9 per la circumscripció de Lleida i va ser elegit diputat al Parlament en l'XI legislatura. A les Eleccions al Parlament de Catalunya de 2017 es va presentar al número 6 de la llista d'ERC per la circumscripció de Lleida. Després de la renúncia de Meritxell Serret va ser elegit diputat al Parlament en l'XII legislatura.

## Trajectòria a l'Alcaldia de Solsona (des de 2010)
El 23 de gener de 2010, David Rodríguez va ser escollit per primera vegada alcalde de Solsona pel Ple de l'Ajuntament arran de la vacant produïda per la defunció del seu amic i company de partit Xavier Jounou.
La seva elecció comportà també la remodelació de l'equip de govern municipal amb la següent organització:
| Equip de Govern (2010-2011)         | Càrrec                                                                                                  |
| ----------------------------------- | --- |
| David Rodríguez i González (ERC)    | alcalde i president de l'Ajuntament i regidor de Parcs i Jardins, Serveis Funeraris i Brigada Municipal |
| Martí Abella i Pere (El Comú)       | primer tinent d'alcalde i regidor de Participació Ciutadana i Serveis d'Urbanisme i Infraestructures    |
| Josep Caelles i Subirana (PSC)      | segon tinent d'alcalde i regidor de Governació i Promoció Econòmica i Turisme                           |
| Salvi Nofrarias i Bellvehí (ERC)    | tercer tinent d'alcalde i regidor d'Hisenda, Administració i Esports                                    |
| Encarnació Tarifa i Fernández (PSC) | quarta tinent d'alcalde i regidora d'Educació i Polítiques d'Igualtat                                   |
| Sara Alarcón i Postils (ERC)        | regidora de Cultura i Joventut                                                                          |
| Clara Agut i Vilaró (ERC)           | regidora d'Acció Social, Salut i Comunicació                                                            |
| Jordi Fraxanet i Nadal (El Comú)    | regidor de Medi Ambient i del Vinyet                                                                    |

A les eleccions municipals de 2011, celebrades el 22 de maig, va ser el cap de llista d'ERC a Solsona. La seva candidatura va obtenir 7 regidors a l'Ajuntament dels 13 que conformen el Ple, gràcies al resultat històric d'Esquerra Republicana que va ser la força més votada per primera vegada a Solsona amb 1.884 vots.
L'11 de juny de 2011, va prendre possessió, per segona vegada, com a alcalde de Solsona després de ser escollit pel Ple municipal amb el suport dels regidors de la seva formació, ERC, el de la regidora del PSC al consistori i l'abstenció dels edils de CiU. Amb la reelecció, la composició de l'equip de govern que presidia va ser el següent:
| Equip de Govern (2011-2015)           | Càrrec |
| ------------------------------------- | --- |
| David Rodríguez i González (ERC)      | alcalde, president de l'Ajuntament i regidor de Brigada Municipal i Serveis Funeraris i (des del 25 de setembre de 2014) de Participació i Comunicació i Noves Tecnologies. |
| Lluís-Xavier Gonzàlez i Villaró (ERC) | primer tinent d'alcalde i regidor de Promoció Econòmica i Esports i (fins al 25 de setembre de 2014) de Participació i Comunicació i Noves Tecnologies.                     |
| Salvi Nofrarias i Bellvehí (ERC)      | segon tinent d'alcalde i regidor d'Hisenda i Administració i d'Urbanisme i Serveis.                                                                                         |
| Sara Alarcón i Postils (ERC)          | tercera tinent d'alcalde i regidora de Cultura, del Vinyet i de Salut |
| Maria Tripiana i Viladrich (ERC)      | quarta tinent d'alcalde i regidora d'Acció Social |
| Judit Cardona i Calvo (ERC)           | regidora de Medi Ambient |
| Isabel Roca i Guitart (ERC)           | regidora de Governació |
| Encarnació Tarifa i Ferndández (PSC)  | regidora d'Educació |

L'any 2015, es va tornar a presentar a les eleccions municipals, de 24 de maig, com a cap de llista del seu partit. La candidatura on es presentava va ser la força més votada obtenint 1.877 vots que li van permetre revalidar la majoria absoluta amb 7 regidors al consistori. El 13 de juny va ser escollit alcalde de Solsona amb els vots a favor d'ERC, la CUP, la regidora del PSC i l'abstenció de CiU. L'equip de govern en el present mandat és el següent:
| Equip de Govern (2011-2015)           | Càrrec |
| ------------------------------------- | --- |
| David Rodríguez i González (ERC)      | alcalde, president de l'Ajuntament i responsable d'Acció Social                                                        |
| Lluís-Xavier Gonzàlez i Villaró (ERC) | primer tinent d'alcalde i regidor de Promoció Econòmica, Comunicació i Noves Tecnologies.                              |
| Ramon Xandri i Solé (ERC)             | segon tinent d'alcalde i regidor d'Hisenda i Administració, Esports, Entitats Socials, Serveis Funeraris i Nucli Antic |
| Rosó Barrera i Call (ERC)             | tercera tinent d'alcalde i regidora d'Urbanisme i Obres Públiques, Serveis Municipals, Habitatge i el Vinyet           |
| Isabel Roca i Guitart (ERC)           | quarta tinent d'alcalde i regidora d'Educació i Governació                                                             |
| Sara Alarcón i Postils (ERC)          | regidora de Cultura |
| Antoni Carralero i Ruiz (ERC)         | regidora de Medi Ambient, Participació i Parcs i Jardins                                                               |
| Yasmina Valderrama i Ramallo (PSC)    | regidora de Salut, Polítiques d'Igualtat i Joventut                                                                    |